# Kabar pižmový
Kabar pižmový (Moschus moschiferus) je drobný přežvýkavec z čeledi kabarovitých (Moschidae). Poskytuje pižmo (mošus), surovinu, používanou v parfumerii a kadeřnictví pro své vynikající fixační účinky. Již odedávna je používáno k výrobě voňavek, a to i proto, že má pověst afrodiziaka.

## Popis

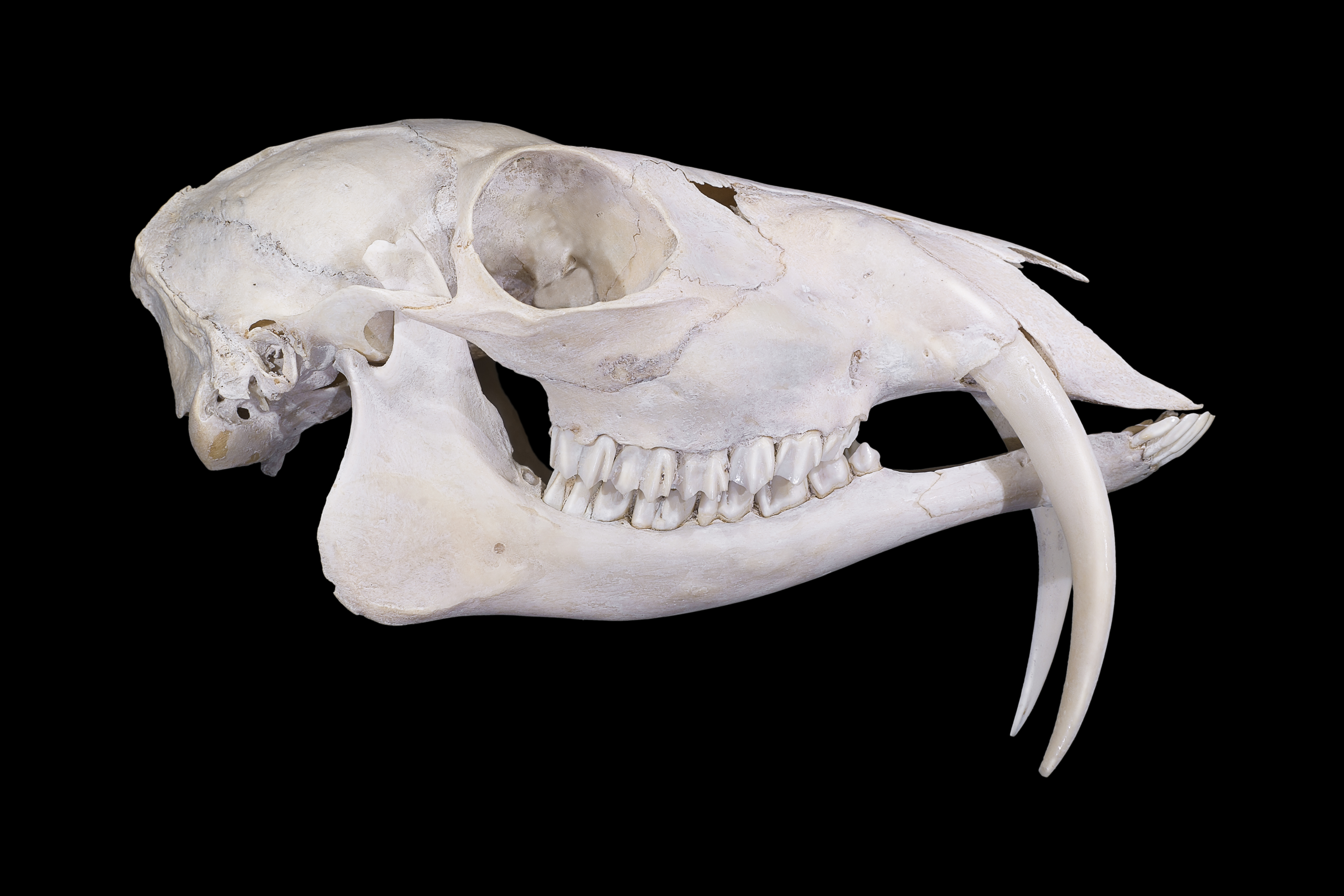
Lebka kabara pižmového

Kabar je jedním z nejstarobylejších žijících druhů přežvýkavců. Velmi podobní živočichové, žijící v období oligocénu a staršího miocénu byli předky všech dnešních jelenovitých. K jejich archaickým rysům patří zejména dlouhé špičáky o délce až 10 cm, které samci používají při vzájemných potyčkách o teritorium a samice v období říje. Takové špičáky měli původně i jeleni, ale postupně se u nich vyvinuly parohy a převzaly jejich úlohu v soubojích samců. Proto pak špičáky druhotně zakrněly. U dnešních jelenů zbyly ze špičáků jen nefunkční knoflíkovité „grandle“, ale samci v říji si jimi stále vzájemně hrozí.
Kabar je v dospělosti v kohoutku vysoký kolem 50 cm a váží 7–17 kg, přední nohy má zřetelně kratší než zadní. Proto výborně a daleko skáče. Dokáže dokonce i šplhat po křivých stromech. Kabar má nápadně hrubou a hustou srst, v dospělosti čokoládově hnědé až černé barvy. Mláďata se však rodí špinavě bílá.

## Rozšíření a způsob života
Vyskytuje se především v tajze jižní Sibiře, ale také v Mongolsku, čínském Vnitřním Mongolsku a na Korejském poloostrově. Jiné, blízce příbuzné druhy kabarů žijí v Tibetu, Himálajích a v pohořích na severu Indie. Jsou to horská zvířata, která mají v oblibě výšky nad 2600 m n. m. Kabaři žijí v párech nebo v malých skupinkách. Živí se lišejníky, větvičkami a jehličím stromů, horskými trávami a jinými rostlinami.

## Ochrana
Kabar pižmový je na seznamu ohrožených druhů IUCN. Přesto je stále nezákonně loven pro svou pižmovou žlázu, z níž se získává pravé pižmo (mošus). Bývá střílen nebo chytán do pastí, jako jsou tlučky či oka. Pižmo přitom může být odebíráno i živým zvířatům, aniž by musela být zabita. Tento postup se ale nepoužívá, protože by vyžadoval chov v zajetí. Ten by však byl dosti náročný. Pro lovce je tak pohodlnější chytat kabary do pastí ve volné přírodě.
Zvláště ohrožený je menší skvrnitý poddruh (M. moschiferus sachalinensis), který obývá hory na ostrově Sachalin.